# Прешевска долина
Прешевска долина (алб. Lugina e Preshevës) је сепаратистички политички термин који албански сепаратисти користе за двије општине на југозападу Врањске котлине, Бујановац и Прешево, које имају већинско албанско становништво. Општина Медвеђа се понекад укључује под овај термин иако има већинско српско становништво. Подручје општина Прешево и Бујановац по управној подјели Србије припада Пчињском округу са сједиштем у Врању, док подручје општине Медвеђа припада Јабланичком округу са сједиштем у Лесковцу.

## Назив
Један број Арбанаса ово подручје назива Прешевском долином, а они екстремнији користе и назив источно Косово, иако Прешево и Бујановац никада нису били дио Косова, већ историјски, природно и по географском положају припадају врањском крају. Они су овај назив први пут употријебили током терористичке кампање на овом подручју 2001. године.
Одређени извори наводе да је термин Прешевска долина осмислио амерички фактор из својих интереса.
Поједини српски аутори користе термин бујановачо-прешевска област, да би описали двије општине са албанском већином у којима постоје одређени безбједносни изазови за Републику Србију.

## Географија
Овај простор чине географске цијелине: Прешевска Моравица (котлина Моравице), Карадак (Прешевски карадак – планински вијенац западно од Прешева), Рујан (планина на истоку) и дио Кончуљске клисуре. Дио је моравско-вардарског пута сјевер-југ кроз централни Балкан, који прати ток Велике и Јужне Мораве кроз Србију. Кроз пут пролази паневропски коридор 10 и европски пут Е75. Био је важан за СР Југославију током 1999. године, када је главни пут ка Приштини због сукоба на Космету био неупотребљив.

## Употреба термина
За употребу термина не постоји географска оправданост или аргументација. Циљ употребе појма јесте покушај политичко-територијалног дистанцирања општина Прешево и Бујановац од централне Србије, у првој фази, а потом и од државе Србије у другој фази.

## Демографија
| Општина   | Површина у km2 | Број становника (2002) | Број становника (2015) |
| --------- | -------------- | ---------------------- | ---------------------- |
| Прешево   | 264            | 34,904                 | 29,600                 |
| Бујановац | 461            | 43,302                 | 38,300                 |
| Медвеђа   | 524            | 10,760                 | 7,400                  |
| Укупно    | 1,249          | 88,966                 | 75,300                 |